# San Pedro Garza García
San Pedro Garza García (auch: San Pedro oder Garza García) ist die siebtgrößte Stadt im mexikanischen Bundesstaat Nuevo León mit etwa 125.000 Einwohnern.
Der Ort liegt am Südwestrand von Monterrey zwischen dem Alfa Planetarium und der Puente de la Unidad in der Zona Metropolitana de Monterrey.
Eines der 50 größten Unternehmen in Lateinamerika, der Mischkonzern Grupo Alfa, hat hier seinen Firmensitz.
San Pedro Garza García gilt als reichste und gleichzeitig sicherste Stadt Lateinamerikas.
Der berüchtigte Drogenboss Omar Trevino Morales (alias Z-42) wurde 2015 von mexikanischen Spezialkräften in San Pedro Garza García inhaftiert.

## Persönlichkeiten
- César Garza (* 2005), Fußballspieler

## Partnerstadt
- Plano, Texas